# 郫县古城遗址
郫县古城遗址，为成都平原史前城址之一，位于中华人民共和国四川省成都市郫都区古城镇古城村，年代距今约4000年，属于新石器时代成都平原的宝墩文化城址群之一。2001年，国务院正式公布为第五批全国重点文物保护单位。
遗址所在位置海拔高度565米。平面形状呈规则长方形，城墙长度620米，宽490米，城垣宽度8~40米，高度0.8~5米，面积约30万平方米。。郫县古城遗址是成都平原史前城址中四周城垣均保存得最为完好的一座古城，古城中发掘出有大面积房址，推测为礼仪性建筑遗迹。
2009年成灌铁路成彭支线在建设规划时对郫县古城遗址避绕200米以上，并在古城村设有古城站。成都第二绕城高速公路也从郫县古城遗址旁约300米处通过。